# Kościół św. Anny w Brzezinach
Kościół Świętej Anny – rzymskokatolicki kościół filialny należący do parafii Podwyższenia Świętego Krzyża.
Jest to drewniana świątynia wybudowana w 1719 roku i ufundowana przez Stanisława Bujakiewicza. W XVII wieku została dobudowana zakrystia. Budowla została odnowiona w 1861 roku i na początku XXI wieku.

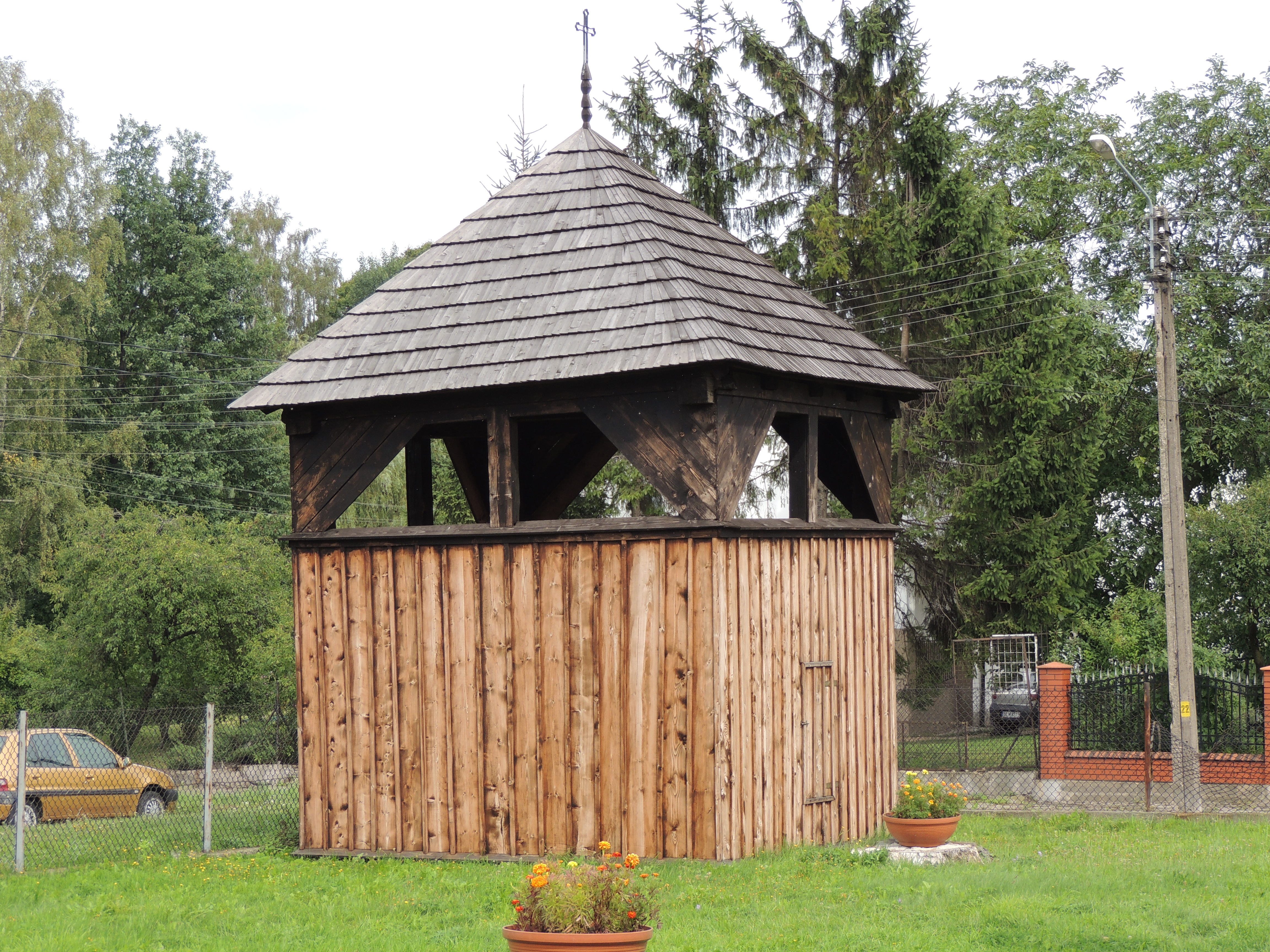
Dzwonnica

kościół składa się z jednej nawy i posiada konstrukcję zrębową. Jego prezbiterium jest skierowane na zachód. Jest ono mniejsze od nawy, zamknięte prostokątnie, z boku znajduje się wspomniana wyżej murowana zakrystia. Świątynia nakryta jest dachem dwukalenicowym, pokrytym gontem ozdobionym drewnianą wieżyczką na sygnaturkę, która jest zwieńczona gontowym daszkiem namiotowym. Wnętrze nakryte jest stropem płaskim. Chór muzyczny podparty jest dwoma słupami z balustradą tralkową o parapecie prostolinijnym. Belka tęczowa pochodzi zapewne z poprzedniej świątyni; umieszczony jest na niej krucyfiks gotycki z połowy XVI wieku. Ołtarz główny został wykonany w 1 połowie XVII wieku. Ołtarz boczny pochodzi z około 1700 roku. kropielnica reprezentuje styl gotycki. Obrazy i rzeźby pochodzą z XVII wieku..